# Åsa Norman Kumlien
Åsa Birgitta Norman Kumlien, född 16 december 1953 i Bro, är en svensk skådespelare.

## Biografi
Åsa Norman Kumlien är utbildad vid Statens scenskola i Malmö 1975–1978. Hon tillhörde den fasta ensemblen på Malmö Stadsteater 1978–1985, och medverkade där bland annat i Maratondansen och Romeo och Julia. Hon har bland annat arbetat vid Östgötateatern, Riksteatern, Komediteatern och Strindbergsteatern.
Hon är sedan 1987 gift med skådespelaren och regissören Hans Kumlien. Tillsammans har de dottern Emma Kumlien, som är dansare och musikalartist.

## Filmografi
- 1982 – Söndag fruktansvärda söndag SVT
- 1985 – Lösa förbindelser SVT
- 1985 – Solkatten SVT
- 1999 – Nya Tider TV4

## Teater

### Roller (ej komplett)
| År   | Roll          | Produktion                                                                                    | Regi                         | Teater                            |
| ---- | ------------- | --------------------------------------------------------------------------------------------- | ---------------------------- | --------------------------------- |
| 1974 |               | Drottningens juvelsmycke Carl Jonas Love Almqvist                                             | Torsten Sjöholm              | Norrköping-Linköping stadsteater  |
| 1975 |               | Boccaccio Franz von Suppé och Bertil Norström                                                 | Bertil Norström              | Norrköping-Linköping stadsteater  |
| 1978 |               | Harvey Mary Chase                                                                             | Anders Bäckström             | Malmö stadsteater                 |
| 1978 |               | Den feruketansvärda semällen Staffan Göthe                                                    | Torbjörn Astner              | Malmö stadsteater                 |
| 1979 |               | Romeo och Julia William Shakespeare                                                           | Lennart Olsson               | Malmö stadsteater                 |
| 1979 |               | Sagan om den övergivna dockan Alfonso Sastre                                                  | Ronnie Hallgren              | Malmö stadsteater                 |
| 1979 |               | Slödder - En skräpig revy Torbjörn Astner, Börje Lindström, Niklas Rådström och Staffan Göthe | Torbjörn Astner              | Malmö stadsteater                 |
| 1980 | Alice Liddell | Snarkjakten Lewis Carroll                                                                     |                              | Malmö stadsteater                 |
| 1980 |               | Sparvel Staffan Göthe                                                                         | Torbjörn Astner              | Malmö stadsteater                 |
| 1981 |               | Sagan om havet Gösta Kjellin                                                                  | Ronnie Hallgren              | Malmö stadsteater                 |
| 1981 |               | Cirkus! Cirkus! - Historien om en clown Pavel Kohout                                          | Torsten Sjöholm              | Malmö stadsteater                 |
| 1981 |               | Blodsbröllop Federico García Lorca                                                            | Eva Sköld                    | Malmö stadsteater                 |
| 1982 |               | En skugga Hjalmar Bergman                                                                     | Thomas Porathe               | Malmö stadsteater                 |
| 1982 | Gloria        | Maratondansen Horace McCoy                                                                    | Lucian Giurchescu            | Malmö stadsteater                 |
| 1983 |               | Sommar Edward Bond                                                                            | Göran Stangertz Olov Fältman | Malmö stadsteater                 |
| 1983 | Gittel Mosca  | Två på gungbrädet William Gibson                                                              | Håkan Englund                | Riksteatern                       |
| 1985 | Helena        | Underjordens leende Lars Norén                                                                | Brigitte Ornstein            | Östgötateatern                    |
| 1990 | Huskorset     | Bröderna Östermans huskors Oscar Wennersten                                                   | Hans Kumlien                 | Komediteatern/ Fjäderholmsteatern |
| 2014 | Fru Quist     | Moster Malvina Anne Charlotte Leffler                                                         | Mathias Lafolie              | Strindbergs Intima Teater         |